# استورت (استرالیای جنوبی)
استورت (به انگلیسی: Sturt) یک حومه شهر در استرالیا است که در استرالیای جنوبی واقع شده‌است.